# 大安圳
大安圳，昔稱大安陂圳，位於擺接堡，大部分區域位於今台灣新北市土城區，下游則流經板橋區部分區域；為開鑿於1736年的水利渠道系統。該圳開發者為漢人遷台移民林秀俊，興圳本來主要用途是讓大漢溪的水流經土城、板橋等農地，已供給獲得墾照的漢移民墾戶農地所需。

## 灌溉範圍

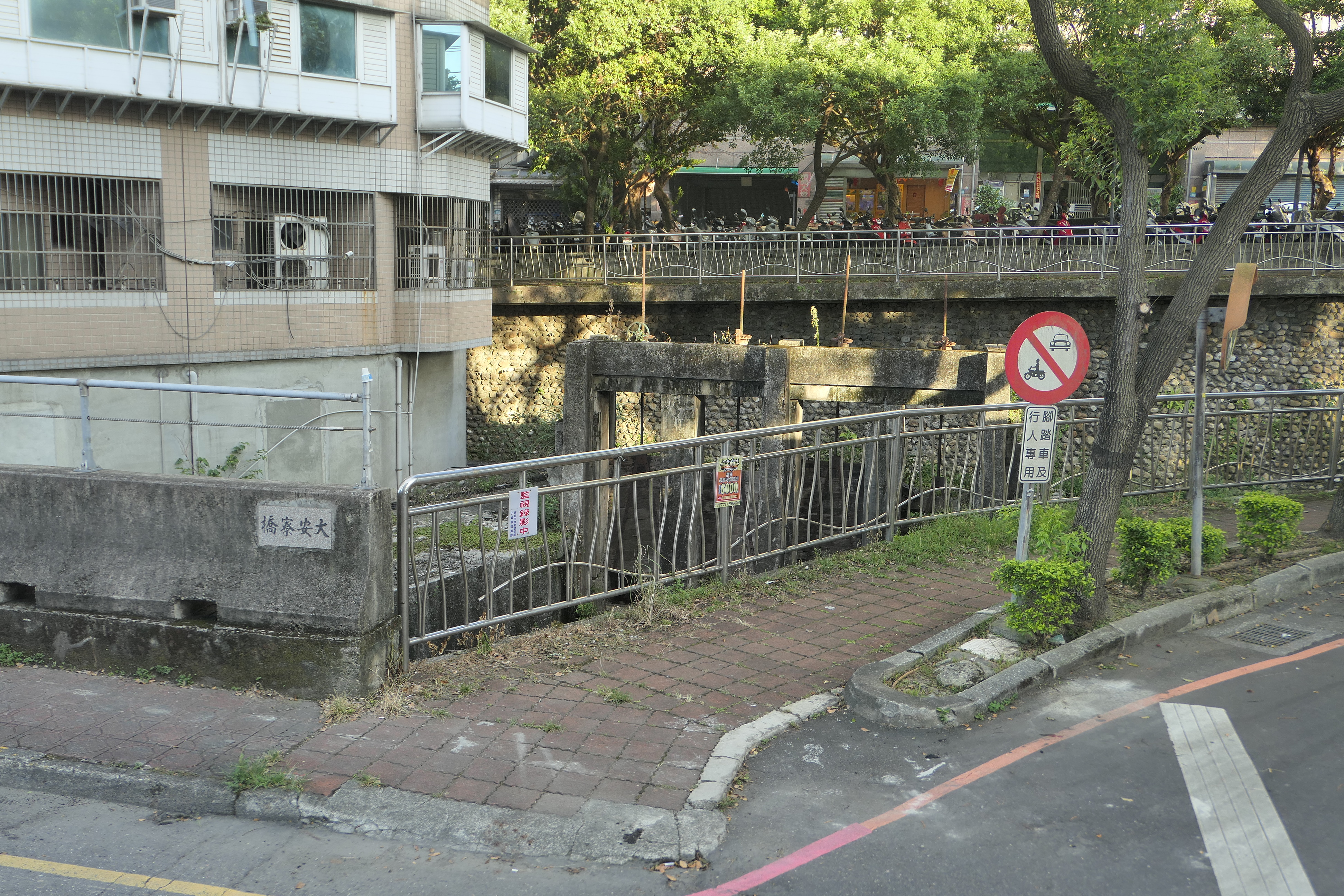
大安寮橋附近的大安圳水門

大安圳引水口設置在今天土城的媽祖田，其流灌的區域與目前台3線中央路三段及四段大致平行，其中在中央路三段285號旁有「員林支線」穿過中央路。本流流向土城清水坑，在四汴頭處灌溉水道分為四條，這也是四汴頭地名的由來。大安圳於清治時期引用大漢溪水源，日治時期由於大漢溪水源漸少，取水口遂移至上游的三峽河。

## 現況
近現代，因土城逐漸工業化，該圳已喪失農業灌溉功能，主要任務則改為都市排水。2007年，當時土城地方政府於大安圳緊鄰興建打鳥埤人工溼地，活化提升大安圳的水質並改善大漢溪的水域環境，該圳則又新增環保綠化功能。